# Orchomenella depressus
Orchomenella depressus is een vlokreeftensoort uit de familie van de Lysianassidae. De wetenschappelijke naam van de soort is voor het eerst geldig gepubliceerd in 1930 door Shoemaker.